# Lingbei, Yangshan
Lingbei är en köping i sydöstra Kina. Den ligger i Yangshan härad i staden Qingyuan i provinsen Guangdong, omkring 170 kilometer norr om provinshuvudstaden Guangzhou. Antalet invånare är 23 537. Befolkningen består av 12 010 kvinnor och 11 527 män. Barn under 15 år utgör 23,0 %, vuxna 15-64 år 63 %, och äldre över 65 år 13,0 %.